# 本田元広
本田 元広（ほんだ もとひろ、1948年1月9日 - ）は、日本の実業家。愛媛銀行代表取締役頭取を経て、同行代表取締役会長。元愛媛経済同友会代表幹事。

## 人物・経歴
愛媛県伊予市出身。松山商科大学（現松山大学）経済学部卒業。1970年愛媛相互銀行入行。1992年愛媛銀行尾道支店長。1995年愛媛銀行高松支店長。2003年愛媛銀行公務ふるさと部長。2004年愛媛銀行人事教育部長。2006年愛媛銀行取締役人事教育部長。同年愛媛銀行常務取締役。2011年愛媛銀行専務代表取締役。2012年愛媛銀行代表取締役頭取。2014年愛媛経済同友会代表幹事。2018年愛媛銀行代表取締役会長。愛媛電算取締役、愛媛エフ・エー・ゼット取締役、松山観光港ターミナル監査役、松山市文化・スポーツ振興財団理事長、三浦教育振興財団評議員、弓削商船高等専門学校技術振興会副会長、四国経済連合会常任理事、愛媛県国際交流協会理事長、愛媛県信用保証協会理事なども歴任した。